# Karl Heinrich von Czettritz und Neuhaus

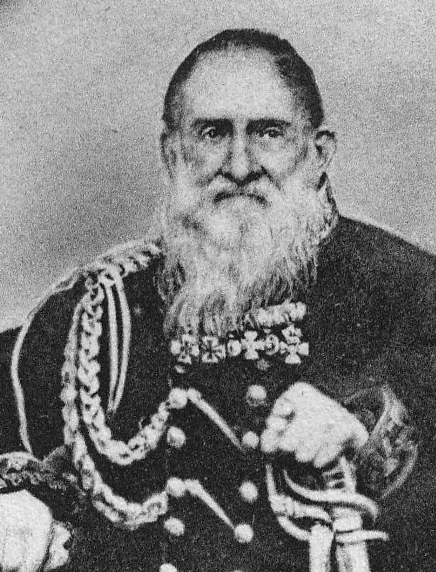
Karl Heinrich Maximilian von Czettritz und Neuhaus

Karl Heinrich Maximilian von Czettritz und Neuhaus (* 13. Oktober 1773 in Weida; † 9. Dezember 1865 in Münster) war ein preußischer Generalmajor.

## Leben

### Herkunft
Karl Heinrich entstammte dem Adelsgeschlecht von Czettritz. Er war der Sohn von Heinrich Abraham von Czettritz und Neuhaus (* 7. Januar 1716 in Diehsa; † 21. März 1789 in Dresden) und dessen Ehefrau Maximiliane Friederike Marie, geborene Senft von Pilsach (* 26. Juni 1750 in Röpfen). Sein Vater war kursächsischer Oberst und Kommandeur des Kürassierregiments „von Breckenhoff“ sowie Herr auf Diehsa.

### Militärkarriere
Czettritz war in jungen Jahren zunächst Page am kursächsischen Hof in Dresden. Er wurde 1789 als Fähnrich in Regiment Kurfürst-Kürassiere der Sächsischen Armee angestellt und dort im März 1792 zum Sekondeleutnant befördert. Am Feldzug 1793/96 gegen Frankreich nahm Czettritz an den Kämpfen bei Kaiserslautern, Ückerath, Wetzlar, Herrnstedt und Blieskastel teil. Zwischenzeitlich war er 1794 zum Husarenregiment versetzt worden. Den Feldzug 1806 erlebte Czettritz beim sächsischen Kontingent und war beim Gefecht bei Saalfeld sowie der Schlacht bei Jena. 1807 stieg er zum Stabsrittmeister und 1809 zum Rittmeister auf. Im selben Jahr kämpfte er im Fünften Koalitionskrieg gegen Österreich bei Linz und Strampfer. In der Schlacht bei Wagram führte Czettritz eine Eskadron, bewährte sich besonders und wurde mit dem Militär-St.-Heinrichs-Orden ausgezeichnet. Als Major machte er dann 1812 den Feldzug gegen Russland mit und kämpfte bei Propeliany, Kolno, Niesnicz sowie am Styr, wo Czettritz wieder verwundet wurde. Während des Feldzugs 1814/15 kämpfte er im Gefecht bei Claye sowie bei Nanteuil und trat dann in preußische Dienste über.
Für Namur erhielt Czettritz das Eiserne Kreuz II. Klasse. Kurzzeitig war er Kommandeur des 7. Ulanenregiments und übernahm anschließend vom 12. August 1815 bis 10. Mai 1816 das 12. Husarenregiment. Dann kam Czettritz in das 11. Husarenregiment und wurde dort am 1. Februar 1817 zum Kommandeur ernannt sowie am 30. März 1817 zum Oberst befördert. Nach über sechs Jahren gab er das Regiment am 30. November 1823 ab und wurde Kommandeur der 2. Kavallerie-Brigade. Dieses Kommando gab er jedoch nach knapp zwei Monaten wieder ab und übernahm die 15. Kavallerie-Brigade. In dieser Stellung folgte am 18. Juni 1825 seine Beförderung zum Generalmajor. Außerdem wurde Czettritz am 10. Juli mit dem Dienstkreuz sowie am 13. September 1825 mit dem Roten Adlerorden III. Klasse ausgezeichnet. Ab dem 30. März 1828 kommandierte er die 16. Kavallerie-Brigade. Von diesem Posten wurde Czettritz am 18. März 1833 aufgrund seines Gesundheitszustands entbunden und zur Verfügung des Königs gestellt. Eine weitere Verwendung erhielt er nicht mehr, bis er schließlich am 19. März 1835 mit Pension zur Disposition gestellt wurde.
Czettritz war Rechtsritter des Johanniterordens.

### Trivia

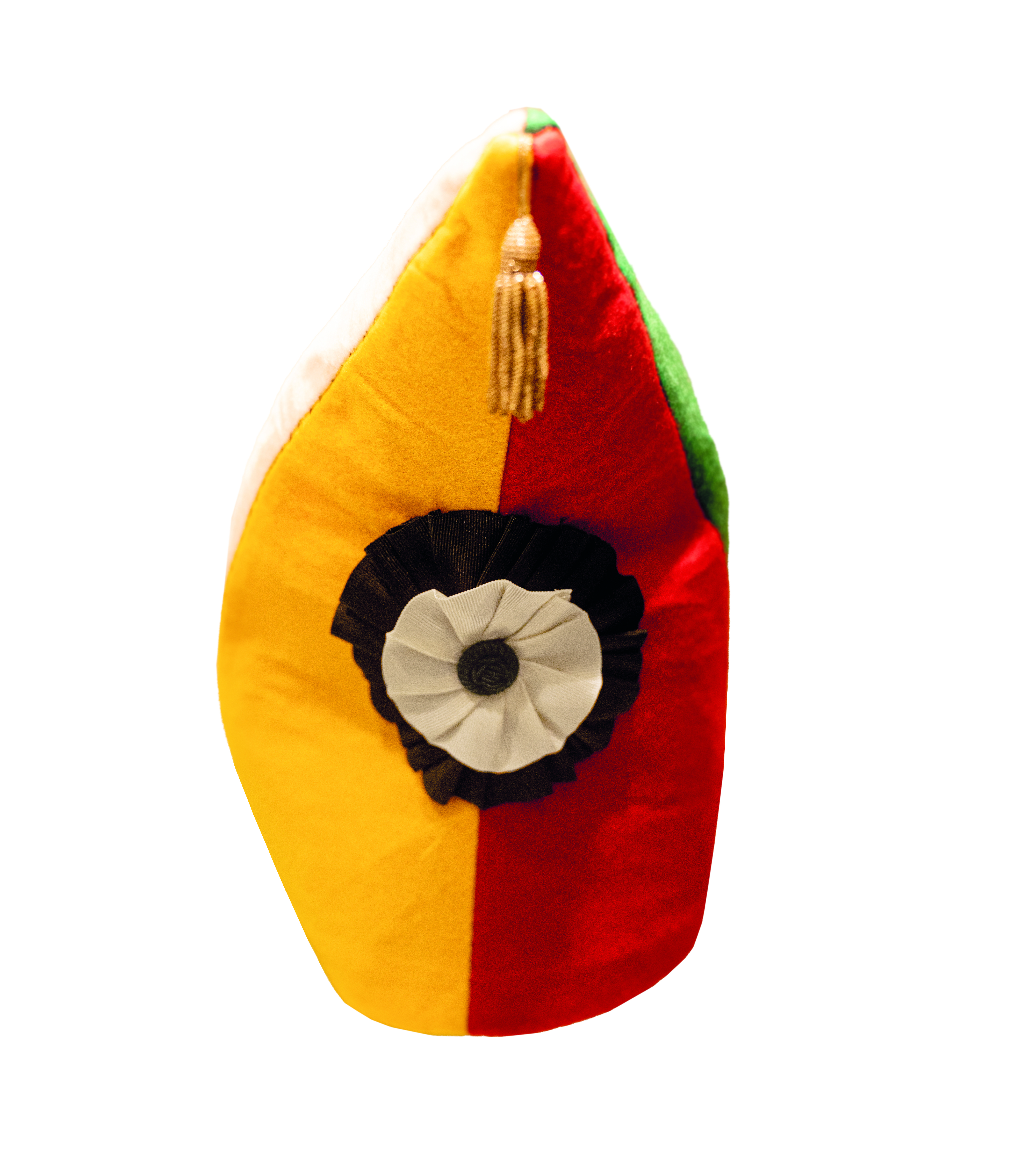
Inaugurierte erste Karnevalsmütze für die Grosse Carnevals-Gesellschaft in Köln im Jahre 1827

Als allgemein verbindliches Kennzeichen aller Mitglieder eines Karnevalsvereins in Köln wurde die Kappe (Mütze) erst 1827 in Köln erfunden.
Die Idee dazu hatte kein Kölner, sondern der preußische Generalmajor von Czettritz und Neuhaus, Kommandeur der 15. Kavallerie-Brigade in Köln. Die Szene ist in dem Protokollbuch des Kölner Karnevalsvereins „Grossen Karnevalsgesellschaft“ (heutige: Die Grosse von 1823) aus dem Jahre 1827 ausführlich überliefert. Der Generalmajor hatte sich bereit erklärt, für den Maskenzug am Fastnachtsmontag “seine sechs Schimmel mit den erforderlichen Pracht-Geschirren, Kutschern und Vorreitern” zur Verfügung zu stellen. Aus Freude über dieses großzügige Angebot schlugen die Mitglieder der „Grossen Karnevalsgesellschaft“ (heutige: Die Grosse von 1823) in der zweiten Generalversammlung am 14. Januar 1827 vor, ihn zum Kölner Bürger zu ernennen. Von Czettritz bedankte sich, begann seinen Vortrag mit den Worten “Gleiche Brüder, gleiche Kappen” und schlug vor, “hinführo als Unterscheidungs-Zeichen der Eingeweihten von den Profanen ein kleines buntfarbiges Käppchen” während der Versammlungen zu tragen, um alle, die “ungerufen eindringen, erkennen, und nach Verdienste abweisen zu können”. Sein Vorschlag wurde von der Generalversammlung begeistert angenommen, wobei man sich fragte, warum niemand hochstehende Kappe mit senkrechten rot - weißen Streifen und grünen und gelben Quästchen.

### Familie
Czettritz heiratete 1797 Theodora Verona Christiane Karoline Drosihn († 1806). Aus der Ehe gingen folgende Kinder hervor:
- Hermann (* 10. Mai 1798 in Artern/Unstrut)
- Isidora (* 20. Mai 1802 in Artern)
- Emil (1801–1887), preußischer Generalleutnant[5]

Nach ihrem frühen Tod ehelichte er am 20. Februar 1826 in Neuwied Henriette Maria Viktor (* 20. Februar 1792 in Posen; † 28. März 1849 in Clarens VD).